# Vakna!
Vakna! (engelska: Awake!) är en tidskrift som ges ut av Jehovas vittnen.

## Produktion
Tidskriften, som är gratis, gavs 2019 ut på drygt 221 språk i totalt 93 miljoner exemplar. Vakna! och systertidningen Vakttornet är enligt utgivaren världens två mest översatta tidskrifter.
Fram till 2005 gavs tidskriften ut två gånger i månaden på de största språken. 2005 beslutades att tidningen skulle ges ut en gång i månaden från 2006. Sedan dess har man ytterligare dragit ner på antalet utgåvor och sedan 2022 ges tidningen, likt den allmänna upplagan av Vakttornet, bara ut en gång per år.

## Innehåll
Liksom Vakttornet är den ett sätt att sprida organisationens budskap, men jämfört med Vakttornet är Vakna! inte lika inriktad på religion och teologi. 2005 beslutade man dock, samtidigt som man beslutade att övergå till månatlig utgivning, att tidningen framöver skulle ha mer fokus på "Guds rike" och uppmuntra läsarna att se till Bibeln för att söka svar på problem.  Tidningen behandlar alla möjliga ämnen, enligt utgivaren själv "/…/ för att bygga upp tron på en Skapare. Den betonar också vilket praktiskt värde Bibeln kan ha i vårt liv."
Exempel på ämnen i artiklar i nummer 18 2005 är tvålens historia, sexuella trakasserier, leksaker och honung.